# Bűnbak

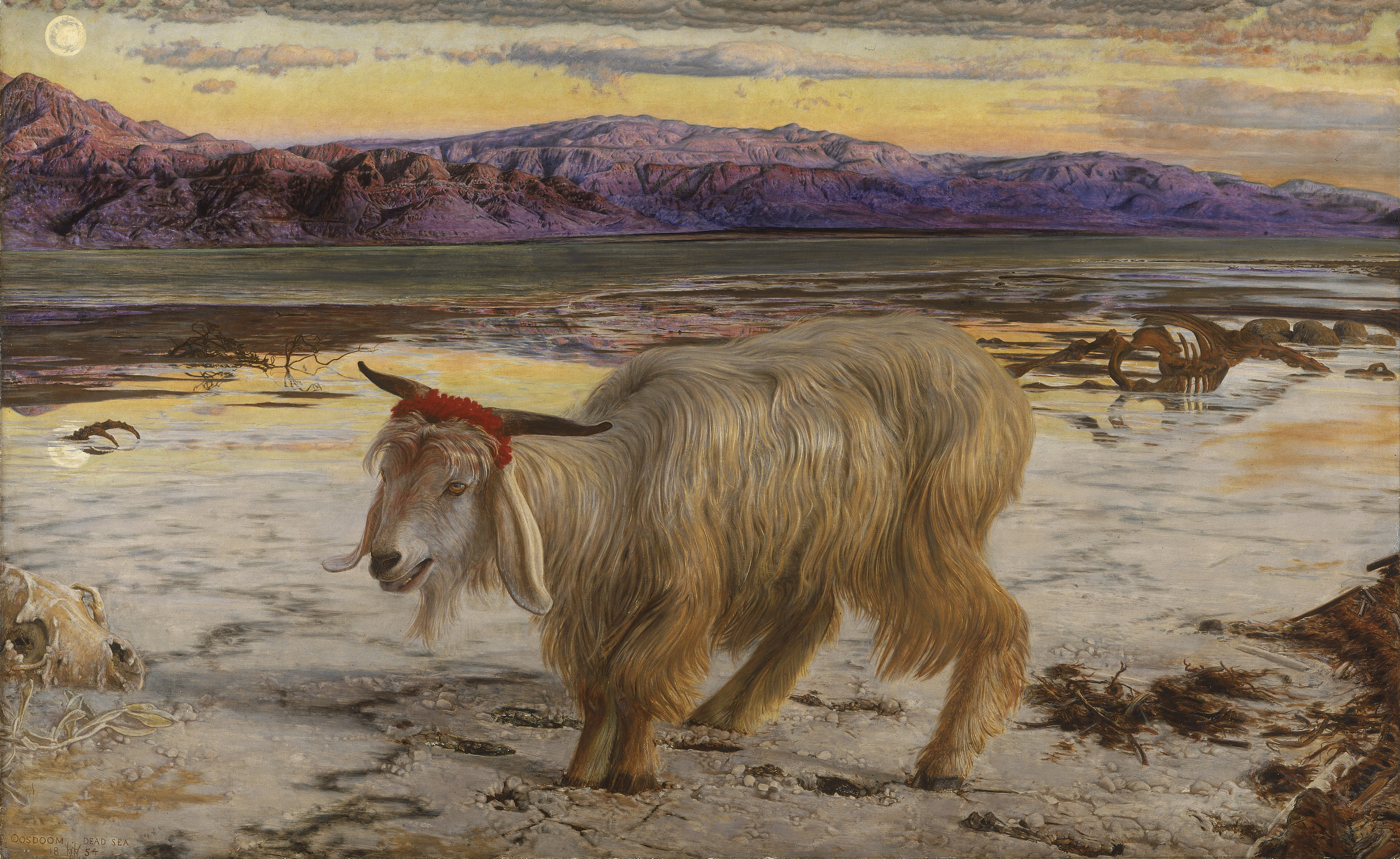
William Holman Hunt: A bűnbak, 1854

A bűnbak, egy személy vagy állat aki/ami a mások bűneit vagy hibáját átvállalja illetve igazságtalanul azzal vádolják. A kifejezés eredetileg Mózes harmadik könyvéből származik, ahol egy kecskebakot szemelnek ki száműzetésre a sivatagba, a közösség bűneit átruházva rá. Más ókori társadalmaknál is előfordult hasonló szertartás. A pszichológiában és szociológiában a jelenség amikor valaki saját problémáit egy másik személyre kivetíti, aki ezáltal a bűnbak lesz, a bűnbakképzés fogalmának kialakulásához vezetett.

„És tegye Áron mind a két kezét az élő baknak fejére, és vallja meg felette Izráel fiainak minden hamisságát és minden vétkét, mindenféle bűneit: és rakja azokat a baknak fejére, azután küldje el az arravaló emberrel a pusztába,

Hogy vigye el magán a bak minden ő hamisságukat kietlen földre, és hogy bocsássa el a bakot a pusztában.”

– Mózes 3. könyve, a Léviták szolgálatáról 16:21 - 16:22

## Etimológia
A bűnbak szó a héber „azazel” lefordítása. Wilhelm Gesenius és Brown–Driver–Briggs lexikográfusok Héber lexikonja szerint, a tőszó azel (eltávolít) reduplikációjából származik, ami la-azazel (teljesen eltávolít). Ezt az értelmezést támogatja a Septuaginta, a Héber Biblia görög nyelvű fordítása is, amely szerint a szó jelentése elküldője (a bűnöké).

„És vessen sorsot Áron a két fiatal bakra; egyik sorsot az Úrért, a másik sorsot Azázelért
  És áldozza meg Áron azt a bakot, a melyre az Úrért való sors esett, és készítse el azt bűnért való áldozatul.
  Azt a bakot pedig, a melyre az Azázelért való sors esett, állassa elevenen az Úr elé, hogy engesztelés legyen általa, és hogy elküldje azt Azázelnek a pusztába.”

– Mózes 3. könyve, a Léviták szolgálatáról 16:8 - 16:10

## Történelem

### Ókori Szíria
A bibliai bűnbakhoz nagyjából hasonlító fogalom létezését, két Ebla-ból, i.e. 24. századból származó rituális szöveg is alátámasztja. A szertartás király esküvője alkalmából végzett rituális fürdéssel (tisztulással) volt kapcsolatban. Ezek szerint egy ezüst nyaklánccal ellátott nőstény kecskét kiűztek az Alini pusztába. A leírásban használt „mi” az egész közösségre vonatkozik. Ilyen „kiűzési szertartásokat” amikor egy állatot amely nem tudja bevallani vétkeit, a gonosz eszközének nyilvánítanak és kihajtanak a közösségből, gyakran említettek az ókori közel-keleti krónikák.

### Ókori Görögország
Az ókori Görögországban a bűnbak kiűzési szertartást gyakorolták nyomorékokkal, koldusokkal és bűnözőkkel (en:pharmakos) szemben. Ezeket kitaszították a közösségből valamilyen természeti csapásra (mint például  pestis, éhínség) vagy ellenséges invázióra reagálva. A szkolionok szerint a bűnbakokat megölték, de sok kutató elutasítja ezt a feltevést hangsúlyozván, hogy a legrégebbi bizonyítékok (töredékek Hipponax szatíra írótól) csak azt mutatják, hogy ezeket megkövezték, megverték majd elűzték a közösségből.

## A zsidó vallásban
A bűnbak egy kiválasztott kecskebak volt, a la-aza'zeyl, (azazel=abszolút eltávolítás) ami az emberek bűneinek szimbolikus eltávolítását jelképezte, a kecskének szó szerinti eltávolítása által. A szertartás ami része az engesztelésnapi ünnepségnek, az Exodus alatt kezdődött az eredeti tabernákulummal és folytatódott az idők folyamán a jeruzsálemi templomokkal.
Évente egyszer a jom kippur napján Izrael főpapja (Cohen Gadol) feláldozott egy bikát mint vétekáldozatot, hogy engesztelést nyerjen az esetleg, nem szándékosan elkövetett vétkeiért. Két kecskét vezetett a sátor bejárata elé. Sorshúzással választották ki melyiket áldozzák fel az Istennek és melyiket űzzék ki a pusztába. A megölt kecske vérével bekente a szent fátyol mögötti oltárnak szarvait, és a vérből a frigyláda elé valamint a fedelére hintett. Később a főpap meggyónta az összes izraeliták bűneit és azokat képletesen a második kecske (az Azazel bűnbak) fejére rakta, amelyik aztán jelképesen elvitte az emberek bűneit a pusztába.

## A keresztény vallásban
A kereszténységnél, és főleg a protestánsoknál ez a folyamat előrejelzi Krisztus feláldozását a kereszten, ami által Isten kiengesztelődött és a bűnökért lehet vezekelni.
Jézus Krisztus láthatólag eleget tett minden a bibliai „típusnak” – a főpap, aki a szertartást vezeti, az Úr kecskéje, amely foglalkozik a bűn szennyezésével és a bűnbak, amely megszünteti a „bűn terhét”.
A keresztények hiszik, hogy a vétkezők, akik vállalják saját bűnösségüket és meggyónják bűneiket – a protestánsok magánügyként a katolikusok az áldozópap előtt –, ha hittel és bizalommal vannak embertársaikkal és Jézus feláldozásával szemben, akkor elnyerik bűneik bocsánatát.
A Hetednapi Adventista Egyház tagjai másképpen értelmezik a szimbolikát. 
Mivel Azazel kecskét a reformáció néhány kereszténye a sátán képviselőjének értelmezte, az adventisták nézetei összhangban voltak ezekkel, a reformáció ideje alatt.
Mivel a második kecskét is a pusztulásba küldték, a „bűnbak” szó úgy alakult, hogy egy olyan személyt jelezzen, aki mások vétkeiért hibáztatható és büntetendő.

## Közmondás
Sok kultúrában és nyelvben a bűnbak szó szinte közmondássá vált, amikor egy ártatlan személyt mások vétkeiért tesznek felelőssé.
Magyarban gyakran használják a „bűnbakot keres” vagy „bűnbakot talál” kifejezéseket.

## Fordítás
Ez a szócikk részben vagy egészben  a   Scapegoat című angol Wikipédia-szócikk fordításán alapul.  Az eredeti cikk szerkesztőit annak laptörténete sorolja fel. Ez a jelzés csupán a megfogalmazás eredetét és a szerzői jogokat jelzi, nem szolgál a cikkben szereplő információk forrásmegjelöléseként.